# 席維斯·史特龍
迈克尔·西尔维斯特·加登齐奥·史泰龙（/stəˈloʊn/; 義大利語：[ɡarˈdɛntsjo stalˈloːne]，1946年7月6日—），美國男演員、導演及製片人。曾获金球獎和格莱美奖提名。席維斯·史特龍在《洛基》、《第一滴血》、《浴血任務》等系列電影中，奠定他在荷里活武打動作巨星的地位。

## 生平

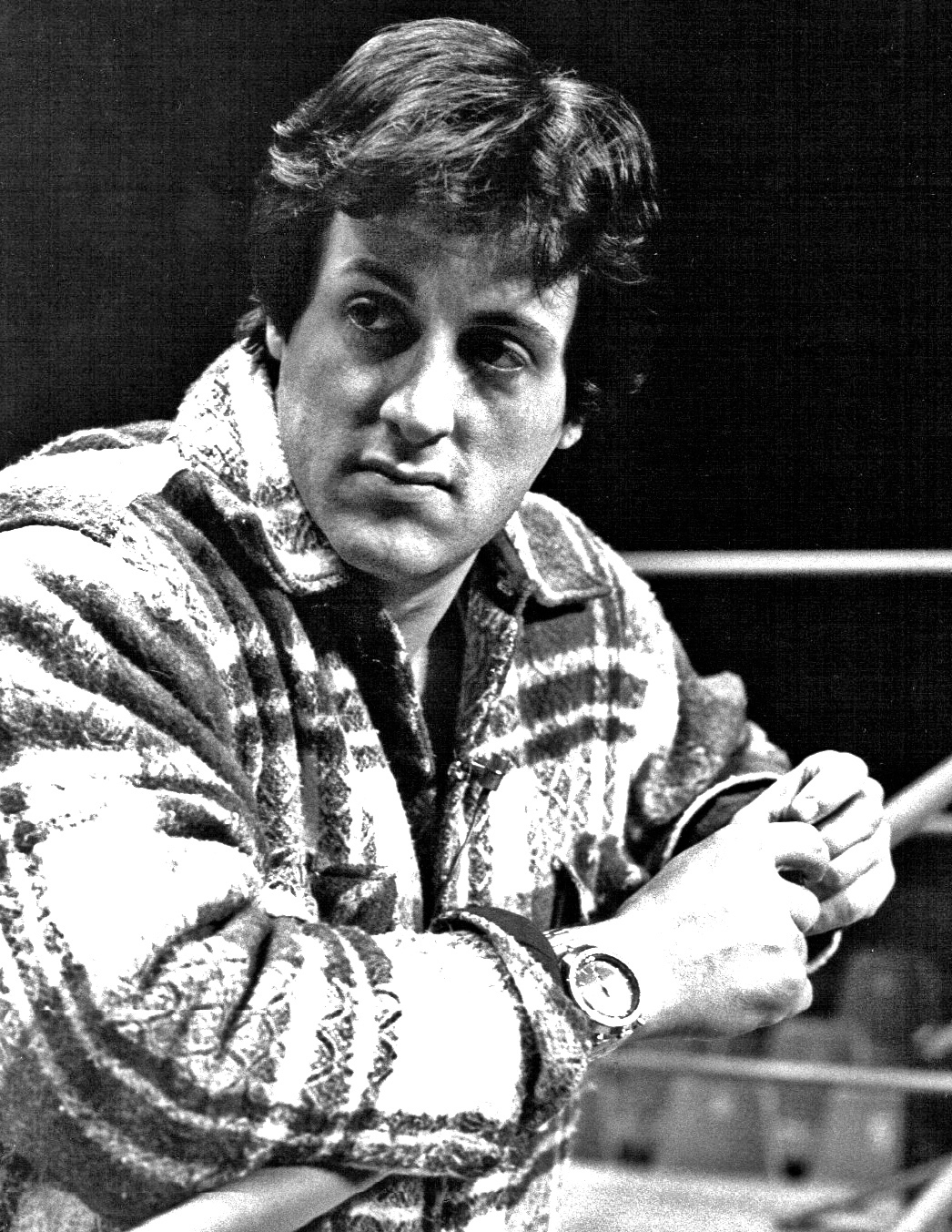
史特龍於1977年。

史泰龍出生於紐約州紐約市曼哈頓的地獄廚房。父親是義大利人，母親是猶太人（同時有烏克蘭裔血統）歌舞團演員。他的弟弟小法蘭克·史特龍（Frank P. Stallone, Jr. ）是一名演员、歌手兼吉他手。
史泰龍在1970年成為電影演員 ，出演色情片《義大利種馬》便聲名大噪。1976年史泰龍根据他的現實生活編寫了劇本《洛奇》並參與演出後造成舉世轟動，《義大利種馬》藉著《洛基》的影響再度上映，從此史特龍知名度大增。其後史特龍在之後數集《洛奇》電影中持續自编自演自導，並聲名日隆。1982年他又自編自演《第一滴血》及其主角約翰·藍波，這齣電影再度備受注目，成為當年美國十大巨片。
1990年代，史泰龍開始跳脫硬派動作影星的路線，並且塑造出另一類型的英雄來吸引觀眾。當中、等都是史特龍近代成功的電影。
2006年，史特龍演出《洛基》第六集，《洛基：勇者無懼》，這是十五年來再度主演《洛基》電影系列。
2007年，相隔20年的《第一滴血》系列推出第四集，由席維斯·史特龍自導兼自演，由本片可看出60歲的史特龍依舊活力十足。
2010年，史特龍自编自導自演《浴血任務》其主角巴尼·羅斯，取得電影商業票房上的成功，並開始推行系列續集電影。
2013年，史泰龙与史瓦辛格联袂主演越狱题材动作片《鋼鐵墳墓》并和罗伯特·德尼罗二度搭档主演《旗鼓相当》。

## 家庭
史泰龍經歷了三段婚姻，1974年與Sasha Czack結婚，育有兩名兒子：Sage及曾患自閉症的Seargeoh，1985年離婚。同年和丹麥模特兒兼演員碧姬妮遜（Brigitte Nielsen）結婚，1987年離婚。1997年與模特兒Jennifer Flavin結婚，婚姻維持至今，並育有三名女兒：Sophia、Sistine 及 Scarlet。Sage于2012年7月13日因动脉粥样硬化引起的冠状动脉疾病在家中去世，享年36岁。

## 政治立場
席维斯·史特龍與曾任加州州長的阿諾·史瓦辛格一樣支持共和黨，他也是喬治·沃克·布希最欣賞的演員之一。更巧是他的出生日期與喬治·沃克·布希相同。史特龍曾參加小布希的就職典禮，亦曾獲邀到白宮作客。2008年，他支持共和黨總統候選人約翰·麥凱恩。

## 获奖记录
- 1977年 第49届奥斯卡金像奖最佳男主角提名《洛奇》
- 1977年 第49届奥斯卡金像奖最佳原创剧本提名《洛奇》
- 1977年 第34届金球奖剧情类最佳男主角提名《洛奇》
- 1977年 第34届金球奖最佳编剧提名《洛奇》
- 2009年 第66屆威尼斯电影节电影人荣誉最高奖。
- 2010年 好莱坞电影节“事业成就奖”
- 2016年 第73屆金球獎最佳男配角《金牌拳手》
- 2016年 第88届奥斯卡金像奖最佳男配角提名《金牌拳手》

## 趣事
截止2015年3月，他在所有出演的电影里“杀掉”的（按照剧情被他饰演的角色致死的）人共有539位。

## 外部連結
- 史泰龍的官方网站 （页面存档备份，存于）
- 席維斯·史特龍在互联网电影资料库（IMDb）上的資料（英文）
- 席維斯·史特龍的X（前Twitter）
- 席維斯·史特龍的Facebook專頁
- 席維斯·史特龍的Instagram帳戶